# 榎本保

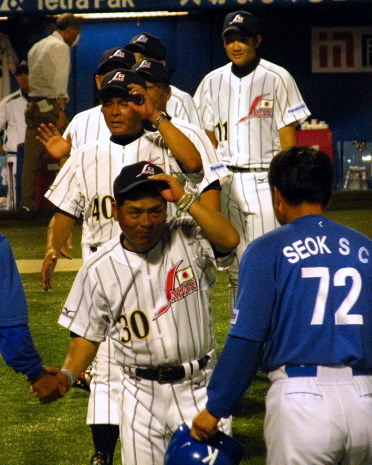
第5回世界大学野球選手権大会（2010年）にて。30番が榎本で、40番は應武篤良。

榎本 保（えのもと たもつ、1955年4月22日 - ）は、日本のアマチュア野球指導者。元近畿大学硬式野球部総監督。三重県御浜町出身。

## 来歴・人物
父親は、元高砂部屋の幕内力士。
小学校4年生から兄の影響で野球を始める。
三重県三重高校入学後、新宮高校に転入。
近畿大学へ入学し、野球を行う。
近畿大学を卒業と同時に、近畿大学硬式野球部コーチ兼寮監とし就任。
全日本大学野球連盟の副会長を2期務める。
全日本大学野球の世界大会の監督を務める。
2020年から生駒東少年野球クラブの総合コーチを務める。